# Chake Chake
Chake Chake este un oraș situat în partea de est a Tanzaniei, pe insula Pemba, în regiunea Pemba South.